# 個體發生學
個體發生學（英语：Ontogeny），或稱做形態發生学，是描述一個生命體從受精卵到成體的起源和發育。個體發生學在發育生物學、發展心理學和發展生理學中被研究。
更一般的用語，個體發生學被定義為，在不失去個體藉之存在的組織的情況下，個體（可能是細胞、生命體或生命體社群）發生結構改變的歷史（Maturana and Varela, 1987, p. 74）。

## 另見
- 重演論，代表個體發生概括了種系發生的一種概念。